# Такутеа
Такуте́а (англ. Takutea) — необитаемый остров в составе Островов Кука. Расположен в южной части архипелага. Ближайший обитаемый остров — Атиу.
В первой половине XX века на острове были разбиты кокосовые плантации, которые возделывались жителями Атиу. С 1963 года территория Такутеа является заповедником.

## География
Остров входит в состав архипелага Островов Кука, расположенного в Тихом Океане в Полинезии. Находится в южной группе островов архипелага в 11 морских миль (20 км) к северо-западу от обитаемого острова Атиу.
Такутеа представляет собой овальный остров длиной около 2 км и шириной примерно 1,5 км. Большей частью состоит из кораллового песка и литифицированных пород на северном пляже. Суша возвышается над уровнем моря не более чем на 6 метров и не имеет прибрежных скал. Остров окружен коралловым рифом и узким подводным хребтом.

## Принадлежность
Такутеа входит в состав Островов Кука — самоуправляемого государства, находящегося в свободной ассоциации с Новой Зеландией. В административном плане остров является частью Атиу, при этом он не относится к какой-либо из пяти его деревень, которые представляют собой территориальные единицы низового уровня.

## История
Такутеа никогда не имел постоянных поселений. Первоначально он назывался Ареуна (кук. Areuna), а затем, по легенде, был переименован в Така-ку-теа («моя белая ку», кук. Taka-ku-tea) полинезийским путешественником Марири после того, как он поймал там белую ку (рыбу-белку). Остров был также известен как Энуа-ити («Маленький остров», кук. Enua-iti). Остров регулярно посещали жители соседнего обитаемого острова Атиу для охоты на морских птиц и сбора кокосов, считая его своей племенной собственностью.
4 апреля 1777 года на острове побывала группа участников экспедиции капитана Джеймса Кука. Высадившись на берег, англичане обнаружили несколько хижин, однако признаков постоянного поселения не нашли. В июне 1889 года у Такутеа швартовался британский корабль «Корморант», капитан которого Дж. Николлс объявил о британском протекторате над этим островом.
В 1902 году Такутеа был подарен Нгамару Ронготини Арики, правителем острова Атиу, Эдуарду VII, однако в 1938 году это решение было отменено, поскольку Ронготини не имел права распоряжаться островом. В 1905 году 60 % острова было расчищено и засажено кокосовыми пальмами для производства копры. На плантации работали жители Атиу.
В 1950 году Земельный суд Островов Кука назначил трех арики, верховных вождей, и четырёх матаиапо в качестве попечителей, чтобы управлять островом от имени жителей Атиу.
После принятия в 1963 году закона, ограничивающего межостровные путешествия на традиционных судах, посещаемость острова резко сократилась и эксплуатация плантаций была прекращена. В том же году территория Такутеа была объявлена заповедной зоной.

## Флора и фауна

### Флора
Десятилетия плантационного хозяйства наложили серьёзный отпечаток на природу острова, однако после прекращения хозяйственной деятельности его растительный мир восстанавливается. Полоса прибрежной растительности окружает центральную часть, состоящую из местных кустарников, деревьев и кокосовых пальм.
В 1989 году были проведены исследования местной флоры: пробы растительности брали через каждые 100 метров по четырем трансектам, узким прямоугольным площадкам для изучения экосистемы. В соответствии с итогами исследования, прибрежная растительность представлена преимущественно Scaevola sericea с вкраплениями Heliotropium arboreum, Timonius polygamous, Achyranthes velutina, Chamaesyce atoto, и панданы кровельного (Pandanus tectorius). Внутренний лес состоит в основном из пизонии большой (Pisonia grandis), геттарды великолепной (Guettarda speciosa) и кокосовых пальм (Cocos nucifera), которые встречались в 67 %, 63 % и 56 % образцов соответственно, с подлеском из такки перистонадрезной (Tacca leontopetaloides), Nephrolepis biserrata, Phymatosorus grossus, и констенца южноазиатского (Asplenium australasicum). А среди кустарников и трав наиболее часто встречались Asplenium australasicum (37 %), Achyranthes velutina (30 %) и Scaevola sericea (30 %). На северо-западе острова небольшую область земли в 1960-х засадили казуариной хвощевидной (Casuarina equisetifolia) для ветрозащиты.

### Фауна
На Такутеа постоянно обитает по крайней мере два вида морских птиц — краснохвостый фаэтон (Phaethon rubricauda) и красноногая олуша (Sula sula). Кроме того, для гнездования остров регулярно посещают птицы других видов, в том числе большого фрегата (Fregata minor), бурую олушу (Sula leucogaster), обыкновенную глупую (Anous stolidus) и черную кланяющуюся (Anous minutus) крачек, а также белую крачку (Gygis alba). На острове встречается пальмовый вор.
Ввиду его значимости как места гнездования морских птиц, остров рассматривается как заповедник дикой природы, где запрещено убивать птиц и добывать хвостовые перья красных фаэтонов. Никакие виды не могут быть вывезены с острова или его лагуны без одобрения попечителей.
Остров и окружающие его воды признаны BirdLife International ключевой орнитологической территорией. Здесь периодически проводятся орнитологические исследования, в том числе по измерению скорости откладывания яиц в колониях морских птиц. Эти изыскания способствуют определению динамики размножения морских птиц на удалённых и редко посещаемых островах этой части Полинезии.